# Dominik Klein
Dominik Klein, nemški rokometaš, * 16. december 1983, Miltenberg.